# Stipa parishii
Stipa parishii,  anteriormente clasificado como Achnatherum parishii, es una especie de hierba conocida por el nombre común de Parish's needlegrass. The Jepson Manual segunda edición (2012) reclasificó la planta como Stipa parishii var. parishii.

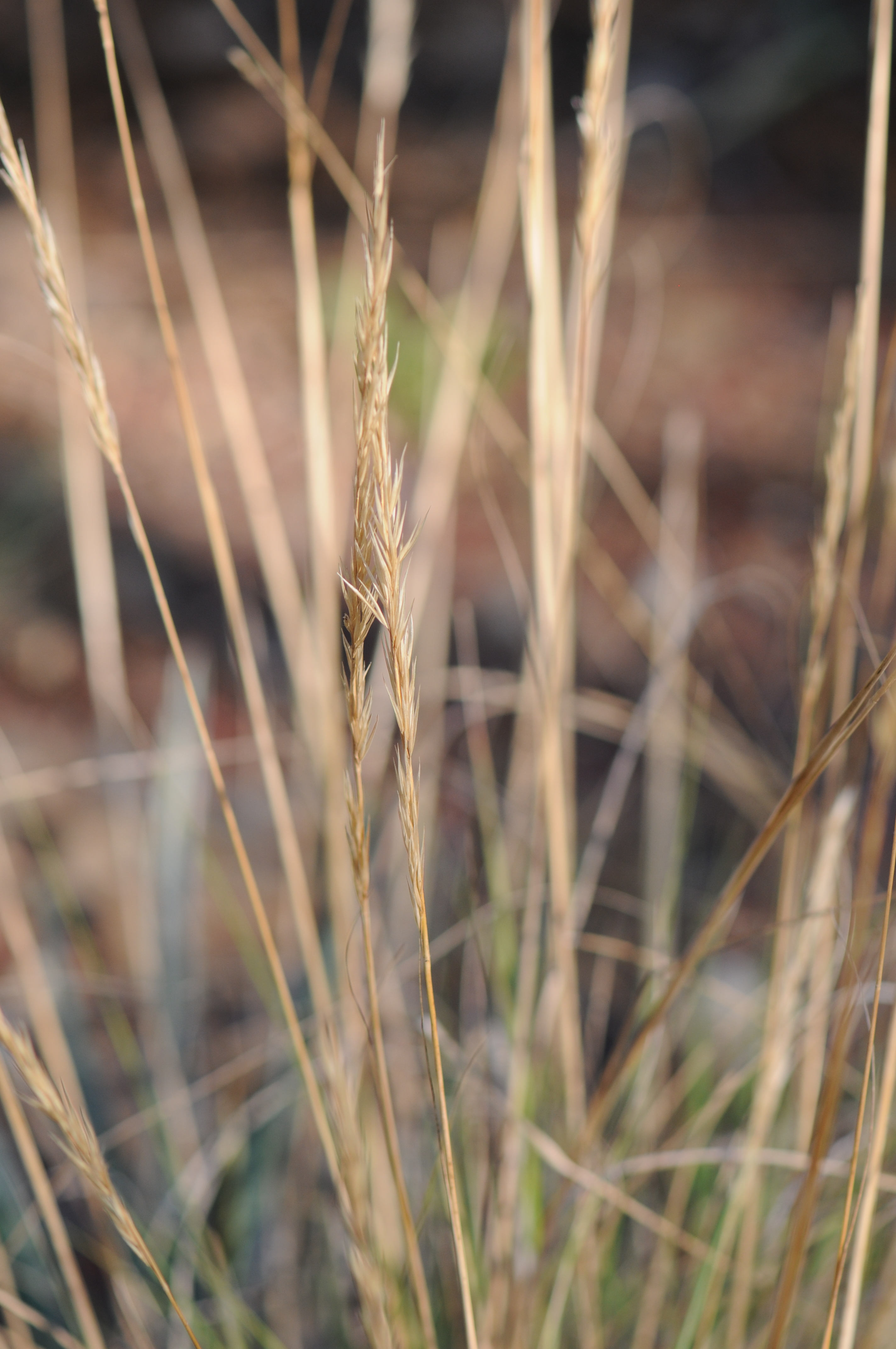
Detalle de la planta

## Distribución
Stipa parishii es nativa de Norteamérica occidental en el sur de California y Baja California, a través de Arizona y Nevada, a Utah, donde crece en muchos tipos de hábitat, especialmente chaparral en hábitats secos y otros. Se encuentra desde los 900-2,700 metros de altura. Las localidades incluyen las Sierras Peninsulares, las Islas del cielo en el Desierto de Mojave, en el sur de Sierra Nevada, Montañas de Inyo, White Mountains y las montañas del Desierto de la Gran Cuenca.

## Descripción
Stipa parishii  es una hierba perenne que forma matas apretadas de tallos erectos de hasta unos 80 centímetros de altura. La inflorescencia es de hasta 15 centímetros de largo y llena de espiguillas densamente peludas. Cada espiguilla tiene una arista de hasta unos 3,5 centímetros de largo. Tiene una sola torcedura en ella, mientras que las aristas de muchas otras especies de Stipa  tienen dos dobleces.

## Taxonomía
Stipa parishii fue descrita por George Vasey y publicado en Botanical Gazette 7(3): 33. 1882.
Etimología
Stipa: nombre genérico que deriva del griego stupe (estopa, estopa) o stuppeion (fibra), aludiendo a las aristas plumosas de las especies euroasiáticas, o (más probablemente) a la fibra obtenida de pastos de esparto.
parishii: epíteto otorgado en honor del botánico Samuel Bonsall Parish.
Sinonimia
- Achnatherum parishii (Vasey) Barkworth
- Achnatherum parishii subsp. depauperatum (M.E.Jones) Barkworth
- Stipa coronata var. depauperata (Jones) Hitchc.
- Stipa coronata var. parishii (Vasey) Hitchc.
- Stipa coronata subsp. parishii (Vasey) Hitchc.
- Stipa coronata var. parishii (Vasey) S.L. Welsh
- Stipa parishii var. depauperata M.E.Jones[6][7]